# 桂村兵右衛門
桂村 兵右衛門（かつらむら へいえもん、明和2年（1765年） - 文化2年（1805年））は、江戸時代後期の一揆指導者、義民。牛久助郷一揆の頭取のひとり。

## 経歴・人物
常陸国信太郡桂村の人物。
文化元年（1804年）水戸街道牛久宿の問屋麻屋和藤治による助郷役課増に反対し、小池村吉十郎・小池村勇七と共に一揆を指導。一揆の頭取を務めた廉で捕えられ他の二人と共に江戸に送られ、文化2年（1805年）獄死した。